# Battaglia di Nördlingen (1634)
La battaglia di Nördlingen fu combattuta il 6 settembre 1634 in Baviera, tra le forze svedesi e sassoni e l'esercito cattolico combinato del Sacro Romano Impero e della Spagna. La maggiore esperienza e la superiorità numerica consentirono ai cattolici di ottenere una schiacciante vittoria, che vanificò in gran parte le conquiste effettuate negli anni precedenti dal defunto re di Svezia Gustavo II Adolfo. Lo scontro dimostrò inoltre che, malgrado la superiorità dimostrata precedentemente delle nuove tattiche adottate dagli svedesi, le dottrine spagnole basate sul tercio erano ancora più che competitive.

## Eventi che condussero alla battaglia
Con la morte di Gustavo Adolfo nella battaglia di Lützen, nel 1632, gli svedesi persero la loro principale guida e la loro offensiva entrò in una fase di stallo. Nel frattempo, in campo imperiale, dopo l'assassinio di Albrecht von Wallenstein, il comando delle truppe in germania fu assegnato a Ferdinando d'Ungheria, futuro Imperatore con il nome di Ferdinando III. I piani cattolici prevedevano che egli si ricongiungesse con le truppe spagnole presenti nel nord italia, al comando del Cardinale-Infante Ferdinando d'Asburgo; le forze combinate avrebbero quindi marciato verso nord per liberare il cammino spagnolo, che conduceva verso i Paesi Bassi attraverso le Alpi e la germania occidentale.
L'esercito spagnolo marciò verso nord, attraversando il Danubio a Donauwörth, il 30 agosto 1634, e si congiunse alle truppe imperiali, che nel frattempo avevano occupato Ratisbona, in settembre; le forze riunite si prepararono quindi ad assediare la fortezza di Nördlingen. Gli svedesi, che non erano stati in grado di impedire il congiungimento dei due eserciti avversari, marciarono per rilevare l'assedio.

## Svolgimento della battaglia
I due Ferdinando decisero di prepararsi per uno scontro in campo aperto, contro il parere dei comandanti più esperti, come Mattia Galasso; essi prepararono una posizione difensiva fortificata sulla sommità di una collina. I comandanti svedesi, Bernardo di Sassonia-Weimar e Gustav Horn, che erano in disaccordo sulla condotta da seguire, sottostimarono ampiamente le forze avversarie, che invece erano superiori di circa 10 000 uomini e di molti cannoni, nonché più esperte. Essi non erano a conoscenza del fatto che nuove forze al comando del Duca di Feria (già governatore di Milano) si erano aggiunte a quelle già presenti; convinti che la fanteria avversaria ammontasse a soli 7 000 uomini (contro i 21 000 effettivi), si prepararono a lanciare un assalto alle posizioni nemiche.
Lo scontro si rivelò immediatamente molto difficoltoso per gli svedesi; un tentativo di attacco condotto durante le ore notturne fallì a causa della confusione nelle file degli stessi attaccanti, che portò l'artiglieria e i carri di munizioni davanti all'avanzata, mettendo così in allerta gli avversari. L'attacco fu rinnovato il mattino seguente, ma le truppe avversarie, composte dai veterani spagnoli dei "Tercios Viejos" (vecchi tercio, composti in buona parte da soldati napoletani), favoriti dalla posizione in cima alla collina e dai trinceramenti, condussero una magistrale azione difensiva. Con il supporto della cavalleria spagnola al comando di Ottavio Piccolomini, almeno quindici distinti assalti svedesi, portati dai reggimenti blu, giallo e nero, furono respinti, e un principio di sfondamento da parte delle forze svedesi venne efficacemente tamponato.
Ricacciate indietro, le truppe svedesi cercarono il supporto delle truppe sassoni di Bernardo, che tentarono di fornire supporto e di rinnovare l'attacco; tuttavia, i comandanti imperiali, cogliendo il momento favorevole, ordinarono un pesante contrattacco da parte della cavalleria di Gallas e di Johann von Werth. Il fronte sassone collassò, e le truppe al comando di Bernardo si diedero ad una fuga precipitosa, inseguite dalla vittoriosa cavalleria imperiale; le forze svedesi, minacciate di accerchiamento, abbandonarono a loro volta il campo, inseguite dagli spagnoli, che catturarono molti uomini, tra cui il generale Horn.

### Mappe della battaglia

Fase 1: attacco dell'ala destra svedese
Fase 2: tentativi svedesi di sfondamento
Fase 3: contrattacco imperiale e crollo svedese

## Conseguenze
Lo scontro si rivelò disastroso per le forze svedesi e sassoni: dell'armata che aveva preso parte allo scontro non rimanevano che un pugno di uomini disorganizzati, e tutti i cannoni e 300 bandiere furono catturate dal nemico. Bernardo di Sassonia-Weimar tentò, inutilmente, di organizzare nuove forze; la Franconia, la Svevia e il Württemberg furono occupate degli imperiali quasi senza opporre resistenza, seguite immediatamente dalla Renania. Le forze svedesi furono costrette a ritirarsi nella Germania settentrionale.
Dal punto di vista politico, la battaglia convinse la maggior parte degli stati protestanti tedeschi, inclusi la Sassonia e il Brandeburgo, ad abbandonare il conflitto. Dopo una prima serie di accordi, noti come "preliminari di Pirna", del 1634, il 30 maggio 1635 venne firmata la Pace di Praga, che metteva termine alla lotta tra l'Imperatore ed i principi protestanti.